# Gare de Bréda
La gare de Bréda (en néerlandais : station Breda) est une gare ferroviaire néerlandaise située à Bréda, en province de Brabant-Septentrional. Elle est implantée Stationsplein (place de la Gare), au nord du centre de la ville.
C'est une gare exploitée par les Nederlandse Spoorwegen (NS) ; elle est desservie par des trains EuroCity (EC), InterCity (IC) et un train omnibus dit « Sprinter ».

## Service des voyageurs

### Accueil
La gare dispose de six voies, réparties en trois quais.

### Desserte

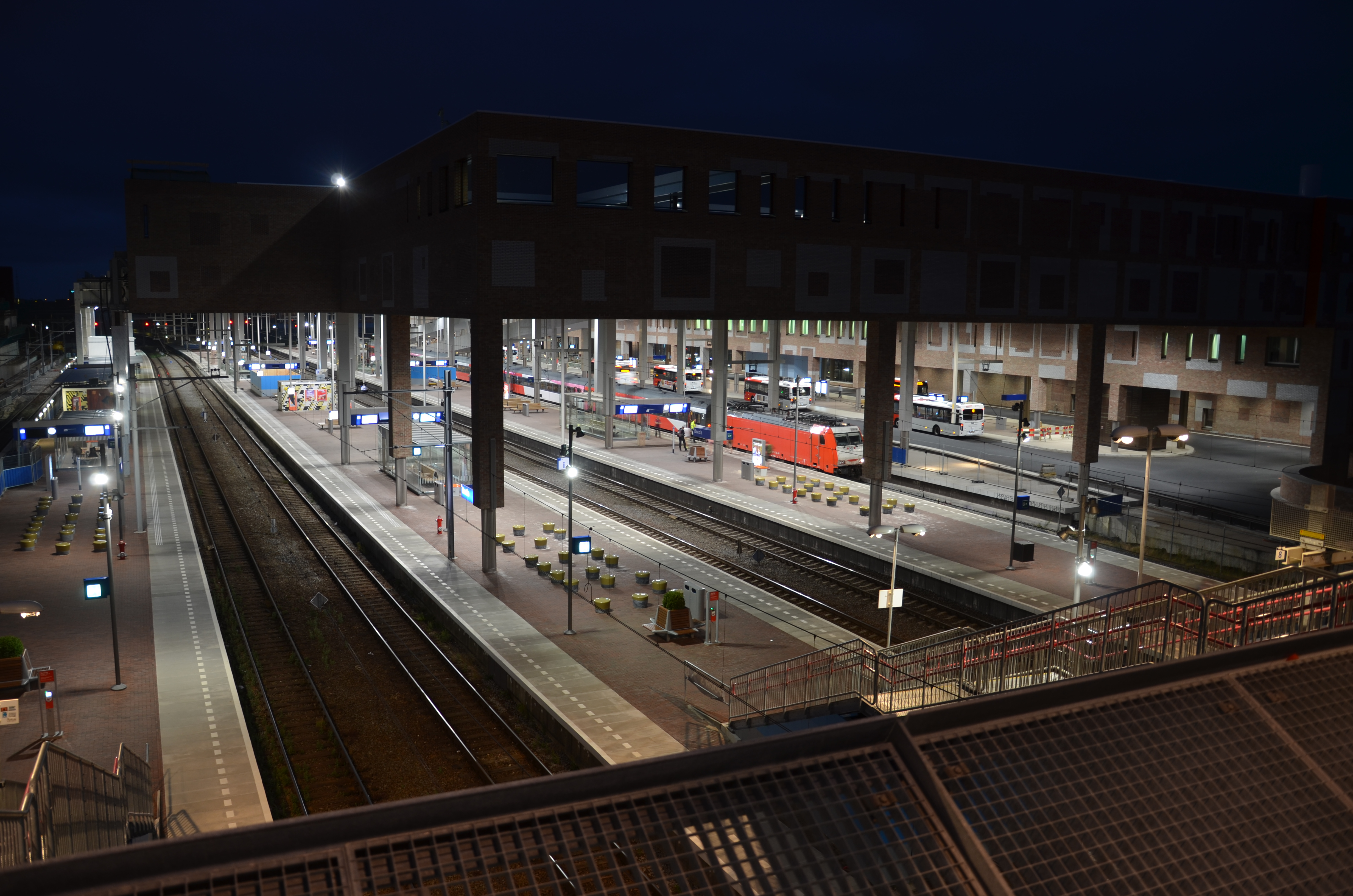
Quais de la gare, en 2015.

Bréda est desservie par des trains InterCity (IC) et Sprinter de la société NS. En semaine, la desserte comprend : des EuroCity (EC) entre Bruxelles-Midi et Rotterdam-Central (toutes les heures) ; des trains IC Direct (ICD) qui relient Bréda à Amersfoort-Schothorst (nl) via Amsterdam-Sud ; des trains IC entre La Haye-Central et Eindhoven ; des trains IC entre Dordrecht (nl) et Bréda ; des trains IC entre Dordrecht et Bréda ; des trains Sprinter entre Rosendael et Arnhem-Central ; des trains IC de nuit entre Rotterdam-Central et Eindhoven.